# 薩布萊特 (新墨西哥州)
薩布萊特（英語：Sublette）是位於美國新墨西哥州里奧阿里巴縣的鬼鎮。

## 地理
薩布萊特所處的海拔為高於海平面2829米（即9282英呎），而該地所採用的時區為UTC-7，即北美山地时区（MST）。同時該地設有夏令時間，為UTC-7調快一小時，即UTC-6（MDT）。